# Teófano Anastaso
Teófano Anastaso (en griego: Θεοφανώ Αναστασώ, Peloponeso, 941-¿Constantinopla?, ¿980?) fue una emperatriz bizantina, madre de los emperadores  Basilio II y Constantino VIII, así como de la princesa Ana Porfirogéneta, quien contrajo matrimonio con el príncipe Vladímir I el Grande, monarca de la Rus de Kiev. En la historiografía bizantina es famosa por su belleza física y sus supuestos crímenes.

## Inicios
Su verdadero nombre era Anastasia, familiarmente Anastaso, y según Juan Escilitzes (quien escribió un siglo después) era hija de un tabernero del Peloponeso, llamado Crátero. Sin embargo, el patronímico Crátero corresponde también a una gran familia de militares que destacó a partir del siglo IX.
Nacida en 941, su belleza sedujo al que sería su primer esposo y entonces heredero del título de emperador bizantino Romano II, quien se casó con ella en 956. A partir de entonces fue conocida por el nombre, más aristocrático, de Teófano. Para distinguirla de otros personajes homónimos, se la conoce como Teófano Anastaso.
La llegada a Constantinopla de una mujer que no pertenecía a la aristcracia local, originó una serie de rumores en la corte, algunos de los cuales fueron recogidos por los historiadores de la época. El primero de ellos la señala como responsable de la muerte del emperador Constantino VII, siendo, según estos cronistas y los historiadores que los siguieron, como Gibbon, ella misma quien preparó la pócima.

## Muerte de Romano II
Tras cuatro años de reinar con Romano II, éste murió súbitamente el 15 de marzo de 963 a la edad de 26 años. Teófano devino así regente de sus hijos Basilio II y Constantino VIII con la ayuda del eunuco José Bringas. Teófano y Bringas se deshicieron de prácticamente toda la burocracia: El hermano de Romano II, Basilio, fue desposeído de su posibilidad de acceder al trono y de su cargo de "chambelán", otorgándosele el cargo de proedros. La suegra de Teófano, Elena Lecapena, fue apartada de la corte, relegada a un exilio interno en un rincón del palacio real junto a las cuatro hermanas de Romano II -Zoe, Agatha, Ana y Teodora-. Luego Teófano obligó al patriarca Polieucto a que consagrara como monjas a tres de las cuatro hermanas de Romano II (la cuarta hermana, Teodora, se casó con Juan Tzimisces), quitándoles con esto toda posibilidad de poder dinástico.
Historiadores posteriores acusaron también a Teófano de haber envenenado a su esposo, lo cual es improbable, pues la muerte de Romano ocurrió un par de días después de que Teófano diera a luz a su hija Anna y en tal momento, la muerte de su primer esposo la colocaba en una situación poco segura.

## Alianza con Nicéforo Focas
Su rol al frente del Imperio bizantino se hizo difícil, dada la carencia de aliados políticos. A fin de estabilizar el trono, hizo un acuerdo secreto con Nicéforo Focas, quien era entonces un general prestigioso; éste entró violentamente en Constantinopla el 15 de agosto de 963, dando muerte, entre otros, a Bringas y se hizo coronar en Hagia Sofía al día siguiente. Al mismo tiempo recluyó a Teófano en la fortaleza de Petrión en las colinas del Cuerno de Oro. En diciembre del mismo año, sin embargo, ambos se desposaron el 20 de diciembre de 963 en el palacio imperial, de manera que Teófano recuperó el poder, dándole legitimidad a Nicéforo al integrar, por matrimonio, la dinastía macedonia.

## Alianza con Tzimisces y asesinato de Focas
Las torpes acciones militares del nuevo soberano resultaron contraproducentes en el campo diplomático, y el Imperio se vio envuelto en varios frentes de combate, aumentaron los impuestos y el apoyo popular se vio resentido. Al mismo tiempo, las malas cosechas provocaron hambrunas. Nicéforo, para remediar esta situación, puso límites a la acumulación de riquezas en los monasterios, lo cual le enajenó el apoyo de la Iglesia. Se gestó una amplia conspiración y la noche del 10 al 11 de diciembre de 969, su sobrino Juan I Tzimisces cruzó el Bósforo en plena tormenta, se ocultó en el Palacio y se introdujo en la cámara imperial, donde mató a su tío.
La leyenda supuso que Teófano era amante del apuesto Tzimisces, dado que aquella noche ella abandonó la habitación imperial dejando las puertas abiertas. Más allá de la realidad de una implicación amorosa, lo cierto es que ambos conspiraron contra el emperador.

## Caída y exilio de Teófano
Tzimisces se proponía contraer enlace con Teófano, como manera de ligarse a la dinastía, pero había un poderoso partido en la corte que se oponía a ella, encabezado por el Patriarca Polieuctos. Éste se negó a coronar al nuevo emperador a menos que castigase a todos los que lo habían ayudado en el asesinato de Nicéforo, comenzando por la "emperatriz escarlata" (alusión a la Ramera del Apocalipsis) y repudiando los decretos de su predecesor que lesionaban los intereses de la Iglesia. El nuevo emperador consideró entonces que el apoyo eclesiástico era preferible al de una emperatriz desprestigiada, por lo cual la exilió a la isla de Proti en el mar de Mármara. Si bien el Patriarca falleció dos meses más tarde, el exilio no le fue levantado.

## Retorno
Aún prisionera, Teófano continuó interviniendo en los asuntos imperiales y el 9 de diciembre de 971 logró concretar el matrimonio de Teófano Esclero, sobrina de Tzimisces, con el emperador occidental Otón II.
Tras la muerte de Tzimisces (976), los hijos de Teófano, Basilio y Constantino, asumieron el poder en conjunto. Su primer decreto fue levantar el exilio de su madre, quien retornó a palacio, en donde tuvo nuevamente gran influencia. 
La última mención de Teófano corresponde al año 978, cuando solicitó al general georgiano Juan Tornicio la concreción de una alianza con David III Curopalata para apoyar a sus hijos contra la rebelión de Bardas Esclero. Las circunstancias de su muerte son poco conocidas.
El Libro de las visiones, escrito hacia 1060 por el monje Otloh de Saint-Emmeran, sitúa a la emperatriz en el infierno como castigo por haber llevado, según su relato, adornos demasiado lujosos.